# Jesse Gause
Jesse Gause (1785 - possivelmente falecido em 1836) foi um dos primeiros líderes do Movimento dos Santos dos Últimos Dias e serviu na Primeira Presidência como conselheiro de Joseph Smith Jr., primeiro presidente do movimento. A vida de Jesse Gause é desconhecida pelos historiadores e mórmons. Foi somente na década de 1980 que uma pesquisa identificou seu legítimo lugar entre os líderes da Igreja Mórmon primitiva.

## Biografia
Jesse Gause nasceu em 1785, em East Marlborough, sendo filho de William Gause e Beverly Maria. Jesse Gause seguiu a religião de seus pais até 1806, quando solicitou e foi recebido na Sociedade dos Amigos, tornando-se um Quaker.

### Vida no Movimento Quaker
Embora tenha ocupado uma boa posição no Movimento Quaker, Jesse Gause juntou-se à milícia de Delaware em 1814, durante a Guerra de 1812. Ao sair do Exército, em 1815, mudou-se para Wilmington, em Delaware, onde casou-se com Martha Johnson. Em 1822, a família se instalou definitivamente em Chester County, onde ele se tornou professor em uma das escolas. Sua esposa, Martha, morreu em 1828 após o nascimento de seu quarto filho.
No mesmo ano da morte de Martha, Jesse Gause casou-se com uma mulher chamada Minerva. O casal mudou-se para Hancock, em Massachusetts. Logo após o nascimento da primeira filha do casal, Jesse Gause renunciou ao cargo que ocupava na Sociedade dos Amigos, em 30 de janeiro de 1829, e ingressou na Sociedade Unida dos Crentes na Segunda Vinda de Cristo. Em 1831, Jesse Gause, sua esposa e a filha recém-nascida mudaram-se para perto da comunidade Shaker União Norte, em Ohio. Ele deixou os quatro filhos que teve com sua falecida esposa, Martha, sob os cuidados de sua irmã, que também era uma Quaker.

### Vida no Movimento dos Santos dos Últimos Dias
Ao mesmo tempo em que Jesse Gause estava se mudando para o Ohio, os Santos dos Últimos Dias de Nova Iorque também tiveram de emigrar para Ohio, fixando-se nos arredores de Kirtland, situado a leste de onde Gause vivia com sua nova família. Não se sabe quando Jesse Gause entrou em contato com os mórmons pela primeira vez, mas algum tempo depois, em outubro de 1831, ele se converteu ao mormonismo e foi batizado na Igreja dos Santos dos Últimos Dias. Sua esposa, Minerva, não se converteu à nova religião do marido e recusou-se a segui-lo. Jesse Gause ocupou rapidamente um cargo de destaque na Igreja Mórmon. Em um livro de registro da Igreja Mórmon, encontra-se o relato de que em 8 de marco de 1832, Joseph Smith Jr., profeta da Igreja, ordenou que Jesse Gause e Sidney Rigdon fossem seus conselheiros na Primeira Presidência do Sumo Sacerdócio. Uma semana depois, Joseph Smith Jr. afirmou ter recebido uma revelação divina a respeito de Jesse Gause, em que o afirmava como um homem experiente e espiritual, assim como qualquer outro Santos dos Últimos Dias.
Nos meses que se seguiram, Jesse Gause acompanhou Joseph Smith Jr. em sua viagem para o Missouri, entre abril e junho de 1832, onde ambos se reuniam com diversos fiéis Santos dos Últimos Dias. Ao voltar para Kirtland, Jesse Gause recebeu uma missão: Servir como missionário mórmon ao lado de Zebedee Coltrin. Ele recebeu este convite em 1 de agosto de 1832. Os dois missionários viajaram para a União Norte, ao norte do Ohio. Seis dias depois, Jesse Gause tentou persuadir sua esposa, Minerva, a aceitar o mormonismo, mas ela continuou a recusar-se a acompanhá-lo. Em seguida, ele tentou sem sucesso levar sua filha, que também não aceitou a nova religião. Dentro de pouco tempo, Zebedee Coltrin ficou doente e resolveu voltar para Kirtland. Os dois homens se separaram em 20 de agosto. A partir desta data, Jesse Gause simplesmente desapareceu da história Mórmon. Não se sabe sobre o desaparecimento de Jesse Gause. Ele foi excomungado do mormonismo em 3 de dezembro.
O papel de Jesse Gause na história Mórmon não foi reconhecido há décadas. Após seu desaparecimento, Frederick G. Williams assumiu seu cargo dentro da igreja. Seu nome só foi reconhecido na edição de 1980 de Doutrina e Convênios, mas apenas na introdução histórica da revelação; a substituição do seu nome permaneceu no texto em si. Em 1983, seu nome foi restaurado à lista da Igreja de Autoridades Gerais.

## Últimos anos
As atividades de Jesse Gause depois de 1832 são desconhecidas. Especula-se que ele não tenha voltado a viver com sua esposa, Minerva, em União do Norte, podendo ter retornado ao Condado de Chester para estar perto dos outros filhos. Suponha-se que tenha morrido em 1836, aos 51 anos de idade, em Montgomery, na Pensilvânia. Naquele ano, seu irmão assumiu a guarda dos filhos de seu primeiro casamento. Entretanto, em 1873, sua irmã declarou que Jesse Gause "morreu longe de sua família", sugerindo que ele morreu afastado de seus filhos.